# Готье III де Немур
Готье III де Немур (фр. Gauthier III de Nemours; ум. 23 августа 1270, под Карфагеном), сеньор де Немур-ан-Гатине — маршал Франции.

## Биография
Сын Филиппа II де Немура, камергера Франции, и Маргерит д’Ашер, двоюродный брат маршала Франции Анри II Клемана.
Впервые упоминается в счетах дома короля в качестве пажа в 1239 году.
Участник Седьмого крестового похода. Жан де Жуанвиль упоминает его в своих «Мемуарах»: по его словам король Людовик IX «также жаловался мне на графа Анжуйского, плывшего на нашем корабле, что тот совсем не бывает у него. Однажды он спросил, что делает граф Анжуйский; и ему ответили, что он играет за столом в кости с монсеньором Готье де Немуром. И король отправился туда, шатаясь от слабости, вызванной болезнью; и отобрав кости и стол, он выбросил их в море; и он очень сильно разгневался на своего брата за то, что тот
столь рано начал играть в кости. Но больше всех выиграл от этого монсеньор Готье; ибо он смахнул все деньги, лежавшие на столе (где их было очень много) к себе в полу и унес».
В 1256 году унаследовал сеньорию Немур, но должность камергера получил его кузен Пьер де Вильбеон. По мнению секретаря Пинара, был назначен маршалом Франции на место Жана де Бомона. Ж. Декуэн считает, что должность маршала он получил в виде компенсации за пост камергера в конце 1256 или начале 1257 года, после смерти маршала Робера де Куси-Пинона, который в списке Пинара не указан.
В качестве маршала указан в акте из «Сокровищницы хартий» короля от ноября 1257, данного в Париже и содержащего утверждение Людовиком соглашения между Элизабет, дамой де Лаэ и де Пассаван, вдовой Филиппа, сеньора де Немура, с одной стророны, и Готье с его братьями с другой, на предмет владений Филиппа.
По мнению отца Ансельма, возможно, Готье был маршалом Франции уже в 1230 году, так как маршал с таким именем указан под этим годом в «Истории Святого Людовика» Лашеза.

Герб сеньоров Немурских из дома Вильбеон.

В 1263 году совместно с женой Аликс (или Элидой, Aelide) N продал аббатству Синьи то, что находилось в собственности этой дамы в Мораве (Morawes). В 1265 году, согласно Сокровищнице хартий, продал королю ряд прав на Шато-Ландон.
Участвовал в Восьмом крестовом походе и умер под стенами Карфагена за два дня до смерти короля Людовика. Потомства не оставил.